# پیش از انقلاب
پیش از انقلاب (ایتالیایی: Prima della rivoluzione) یک فیلم درام رمانتیک به کارگردانی برناردو برتولوچی محصول سال ۱۹۶۴ است که تحت تأثیر موج نوی سینمای فرانسه ساخته شد. از بازیگران آن می‌توان به آدریانا استی اشاره کرد.